# 九味羌活湯
九味羌活湯，出自《此事難知》引用張元素所制方，又名為「羌活保元湯」，是解表劑中辛溫解表的常用方剂，有發汗袪濕、兼清裏熱的功效，可以主治傷寒傷風，及感冒四時不正之氣，溫病熱病。可见的症状有：憎寒壯熱，頭痛身痛，項痛脊強，嘔吐口渴，太陽無汗。本方共有9味药组成，分别是：羌活、防風、蒼朮、細辛、川芎、白芷、生地、黃芩、甘草。在《醫方集解》、《湯頭歌訣》、《時方歌括》中，皆依《壽世保元》（羌活保元湯），加生薑、葱白煎，以加強通陽解表的作用。 
本方為解表通劑，足太陽例藥，乃是張元素有鑒於麻黃湯及桂枝湯治療傷寒傷風的禁律嚴謹，不能誤投，於是另立此法，用以代桂枝、麻黃、青龍等湯。雖然此九味藥合為一方，但原書方後強調，增損用之，明示後人以活法，隨證加減，不可執一。例如風證自汗者，去蒼朮，加白朮、黃耆。胸滿，去地黃，加枳殼、桔梗。喘加杏仁。夏加石膏、知母。汗下兼行，加大黃。

## 方解
羌、防、蒼、細、芎、芷，皆為辛藥。羌活入足太陽，為撥亂反正的主藥。蒼朮入足太陰，辟惡而去溼。白芷入足陽明，治頭痛在額。芎藭入足厥陰，治頭痛在腦。細辛入足少陰，治本經頭痛。皆能驅風散寒，行氣活血。又加黃芩入手太陰，以泄氣中之熱；生地入手太陰，以泄血中之熱；防風為風藥卒徒，隨所引而無不至，治一身盡痛為使；甘草甘平，用以協和諸藥。本方藥備六經，治通四時，使用者當隨證加減。

## 外部連結
- 九味羌活湯 中藥方劑圖像數據庫 (香港浸會大學中醫藥學院) （中文）（英文）